# The Miseducation of Cameron Post
The Miseducation of Cameron Post är en amerikansk dramafilm från 2018 i regi av Desiree Akhavan. Manuset av Akhavan och Cecila Frugiuele är baserat på en roman av Emily M. Danforth. Medverkande är Chloë Grace Moretz, John Gallagher Jr, Sasha Lane, Forrest Goodluck, Marin Irland, Owen Campbell, Kerry Butler, Quinn Shephard, Emily Skeggs, Melanie Ehrlich och Jennifer Ehle.
Filmen hade världspremiär på Sundance Film Festival den 22 januari 2018. Den är planerad att släppas i USA den 3 augusti 2018 och i Storbritannien den 7 september 2018.

## Handling
Året är 1993. På promkvällen avslöjas Cameron Post som lesbisk när hon hånglar med studentbalens drottning i baksätet på en bil. Detta får hennes moster Ruth att skicka henne till en avsides belägen "korrektionsanstalt" där hon tvingas genomgå terapi för sin homosexualitet. Cameron utvecklar en nära vänskap med de övriga i gruppen och hon spelar med i behandlingsterapin tills hon rymmer med två medintagna.

## Rollista
- Chloë Grace Moretz som Cameron Post
- John Gallagher Jr. som Reverend Rick
- Sasha Lane som Jane Fonda
- Forrest Goodluck som Adam Red Eagle
- Marin Ireland som Bethany
- Owen Campbell som Mark
- Kerry Butler som Ruth Post
- Quinn Shephard som Coley Taylor
- Emily Skeggs som Erin
- Jennifer Ehle som Dr. Lydia March

## Produktion
I november 2016, meddelades det att Chloë Grace Moretz, Sasha Lane, John Gallagher Jr, Forrest Goodluck och Jennifer Ehle alla hade fått varsin roll i filmen, med Desiree Akhavan som regissör.